# Onan Runggu III
Onan Runggu III is een bestuurslaag in het regentschap Tapanuli Utara van de provincie Noord-Sumatra, Indonesië. Onan Runggu III telt 1713 inwoners (volkstelling 2010).